# St. Margarethen (Brannenburg)

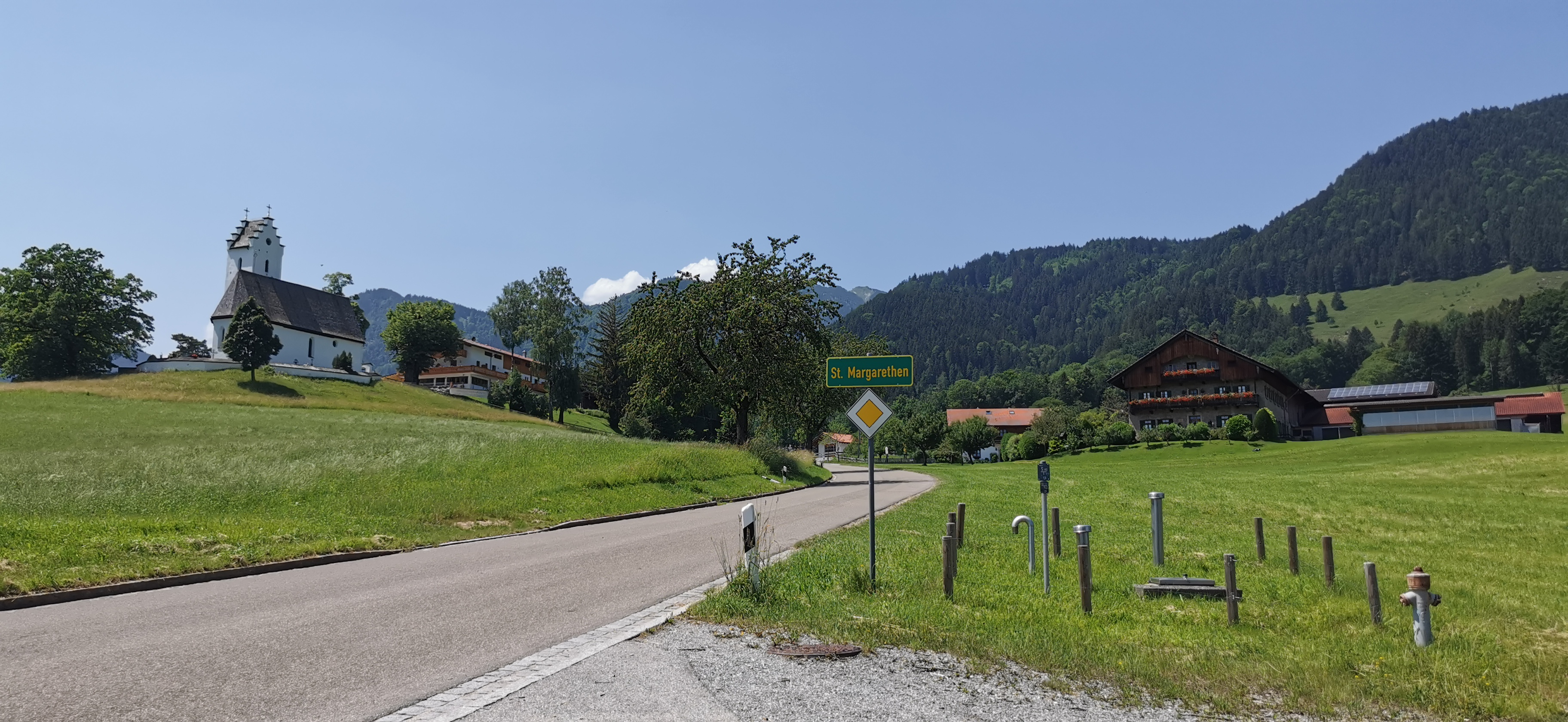
Ortsprospekt

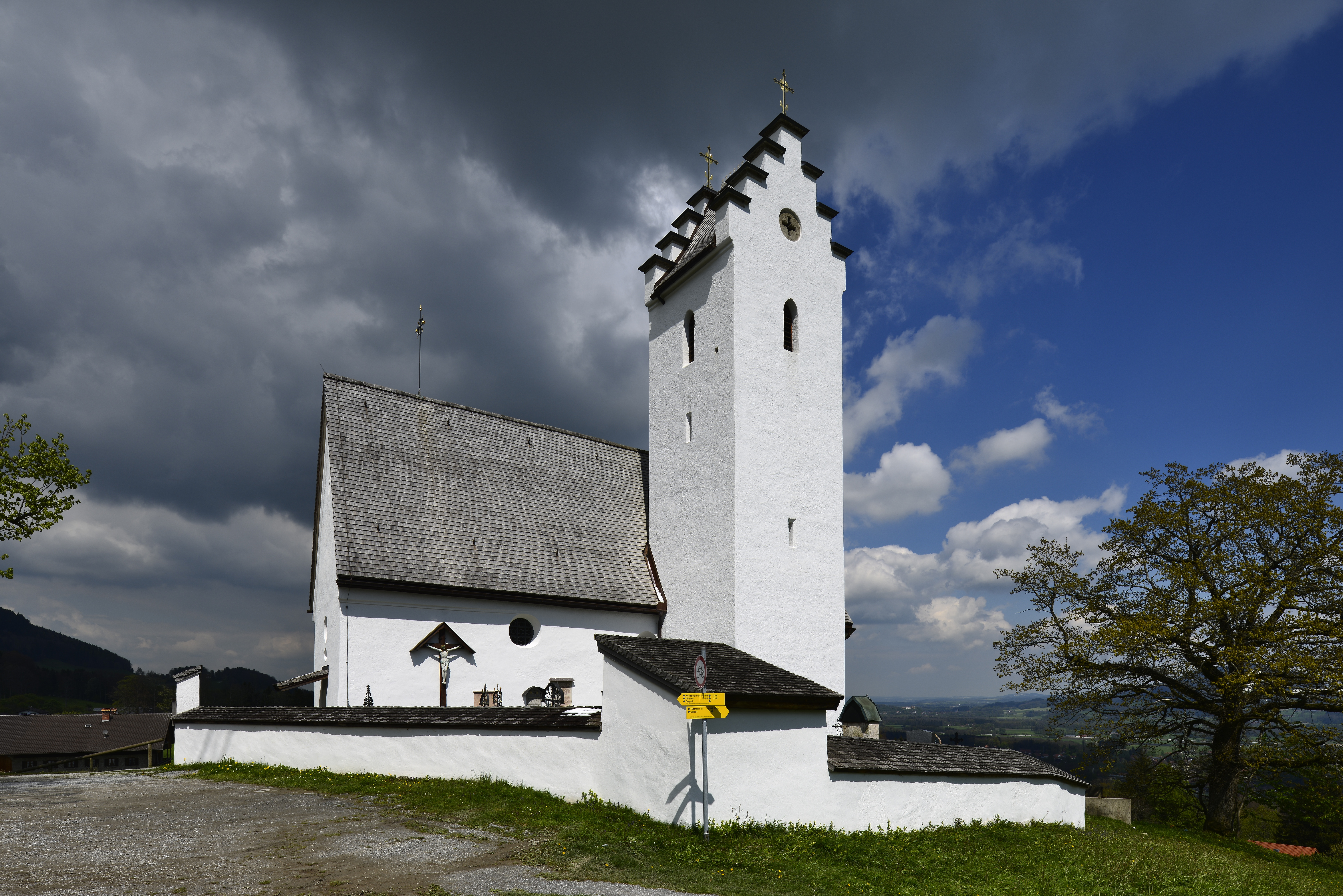
St. Margarethen

St. Margarethen ist ein Gemeindeteil von Brannenburg im Landkreis Rosenheim in Oberbayern.

## Geschichte
Die Bergkirche St. Margarethen wird 1447 erstmals urkundlich im Salbuch von St. Margareth im Rahmen eines Kaufgeschäfts erwähnt. Georg Sabelkiel aus Flintsbach verkaufte damals sein Gut um 46 Pfund Pfennig an die Kirche St. Margarethen. Das Bauwerk muss jedoch aufgrund des Baualters schon früher als Kapelle bestanden haben. Sie liegt auf einer Anhöhe im gleichnamigen Gemeindeteil der Gemeinde Brannenburg, umgeben von alten Gehöften, die vermutlich zwischen 1000 und 1100 entstanden sind. Im Jahre 1654 erfolgten größere Umbauarbeiten, 1732 wurde der spätgotische Flügelaltar ersetzt und 1755 ergänzt. Der Friedhof beherbergt die Gräber und Gedenktafeln bekannter Persönlichkeiten. Die Filialkirche St. Margarethen gehört zum Kirchensprengel Flintsbach.
St. Margarethen war der Hauptort der 1818 durch das bayerische Gemeindeedikt begründeten Ruralgemeinde Großbrannenberg, die am 1. Januar 1978 im Zuge der Gemeindegebietsreform zur Gemeinde Brannenburg kam.
Die Kirche, der Friedhof, die Friedhofsmauer mit den zwei Pforten und das Beinhaus stehen unter Denkmalschutz und sind unter der Aktennummer D-1-87-120-50 in die Bayerische Denkmalliste eingetragen.

## St. Margarethen als Filmkulisse
Am Friedhof entstanden mehrere Szenen für den Film Wer früher stirbt ist länger tot von Marcus H. Rosenmüller. Der Zugang zum Friedhof mit Linde, der Figur der schmerzhaften Muttergottes und der Treppe befindet sich allerdings am Bergfriedhof in Ruhpolding.